# Fazna Ahmed

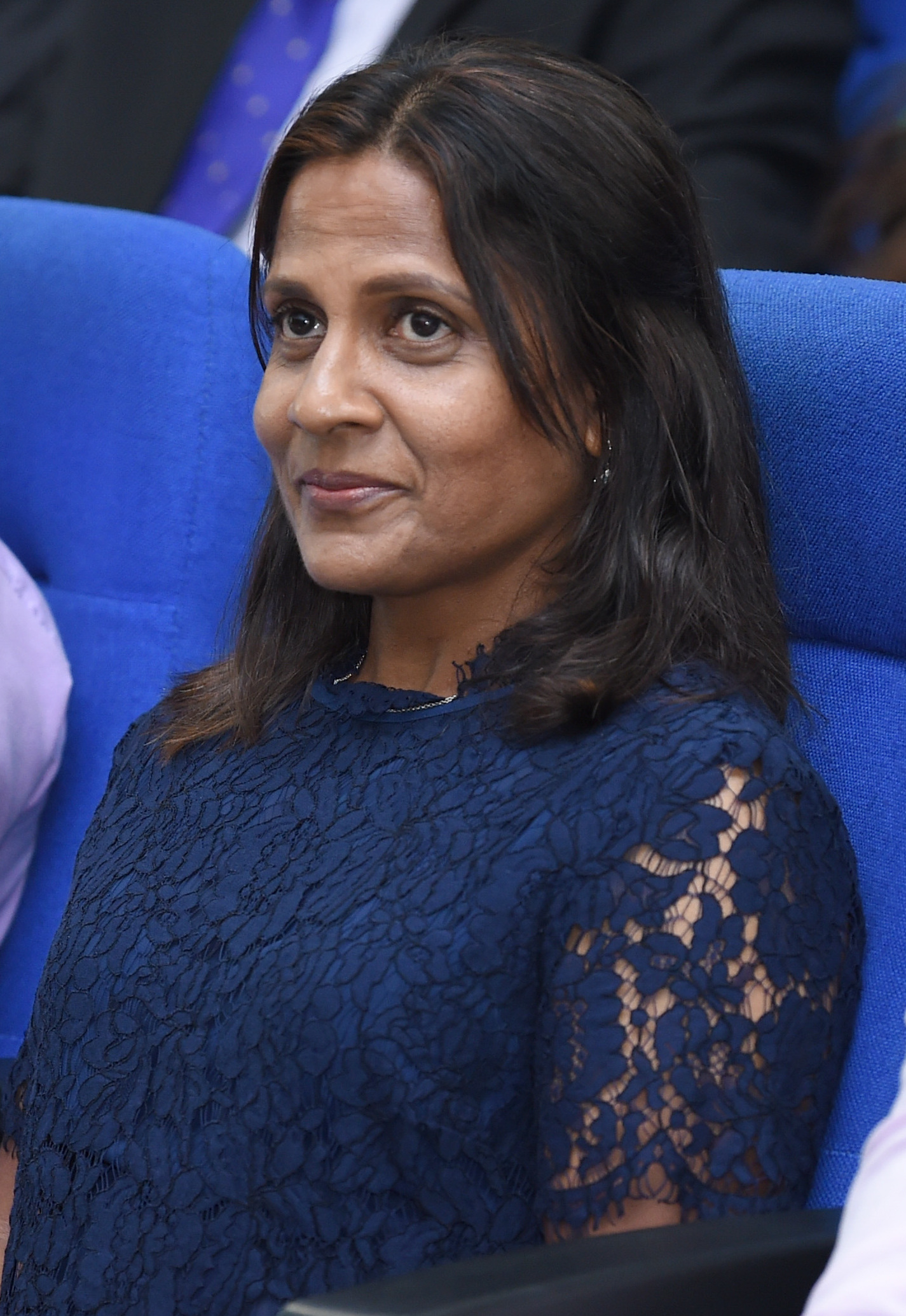
Fazna Ahmed 2020.

Fazna Ahmed (Dhivehi ފަޒްނާ އަހުމަދު; geb. 25. Mai ?; Malé, Malediven) ist die First Lady der Malediven. Sie ist die Frau von Ibrahim Mohamed Solih, dem Präsidenten der Malediven (2018-).

## Familie
Ahmed hat zwei Kinder.
| Vorgänger         | Amt                            | Nachfolger |
| ----------------- | ------------------------------ | ---------- |
| Fathimath Ibrahim | First Lady der Malediven 2018- | —          |